# Chutes de Gouina
Chutes de Gouina är ett vattenfall i Mali.   Det ligger i regionen Kayes, i den västra delen av landet, 400 km väster om huvudstaden Bamako. Chutes de Gouina ligger 64 meter över havet.